# Yancheng
33°23′N 120°7′Ø / 33.383°N 120.117°Ø
Yancheng er en kinesisk by på præfekturniveau i provinsen Jiangsu i det centrale Kina. Præfekturet har et aral på 16.920,83 km2 heraf 1.720 km2 i byområdet, og en befolkning på 8.117.000 mennesker, heraf 3.630.000 i byområdet (2008).

## Administrative enheder
Yancheng består af to bydistrikter, to byamter og fem amter:
- Bydistriktet Tinghu – 亭湖区 Tínghú Qū ;
- Bydistriktet Yandu – 盐都区 Yándū Qū ;
- Byamtet Dongtai – 东台市 Dōngtái Shì ;
- Byamtet Dafeng – 大丰市 Dàfēng Shì ;
- Amtet Sheyang – 射阳县 Shèyáng Xiàn ;
- Amtet Funing – 阜宁县 Fùníng Xiàn ;
- Amtet Binhai – 滨海县 Bīnhǎi Xiàn ;
- Amtet Xiangshui – 响水县 Xiǎngshuǐ Xiàn ;
- Amtet Jianhu – 建湖县 Jiànhú Xiàn.

## Trafik
Kinas rigsvej 204 løber gennem området. Den løber fra Yantai i Shandong mod syd til Shanghai, og passerer blandt andet Lianyungang, Nantong og Taicang.